# Beechcraft

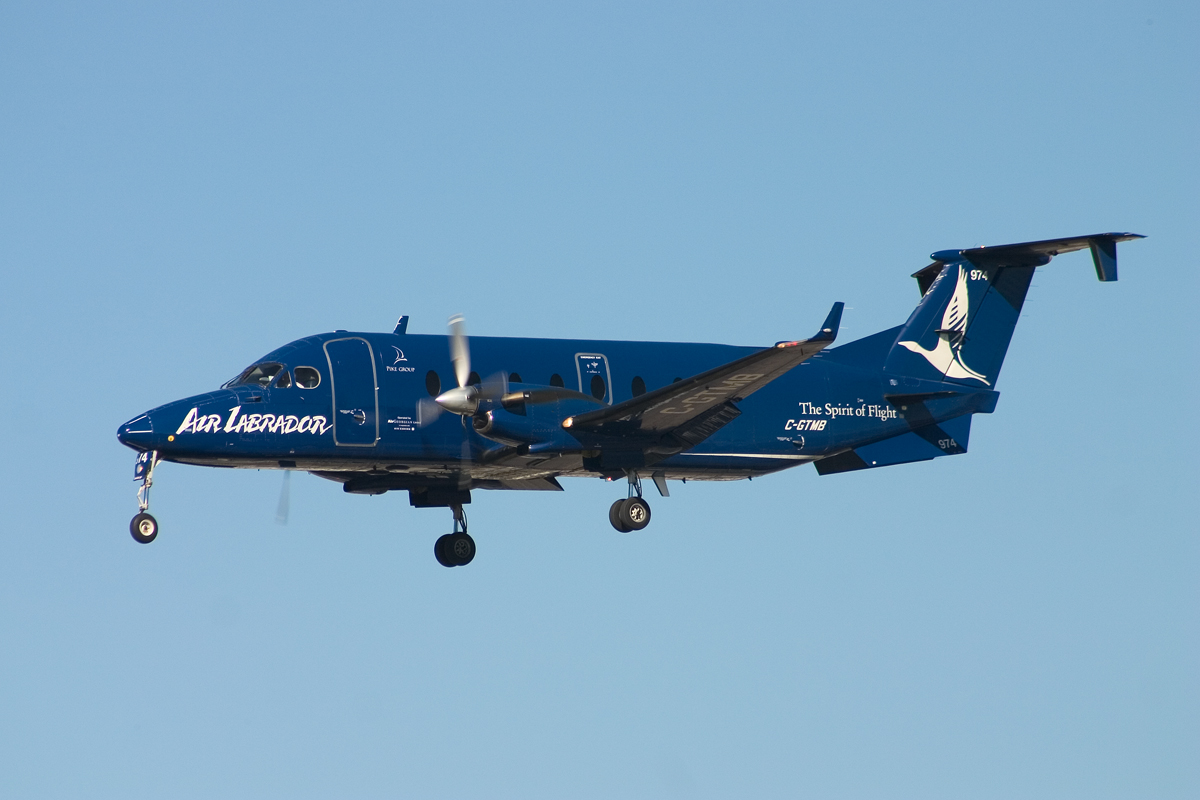
Beechcraft 1900D

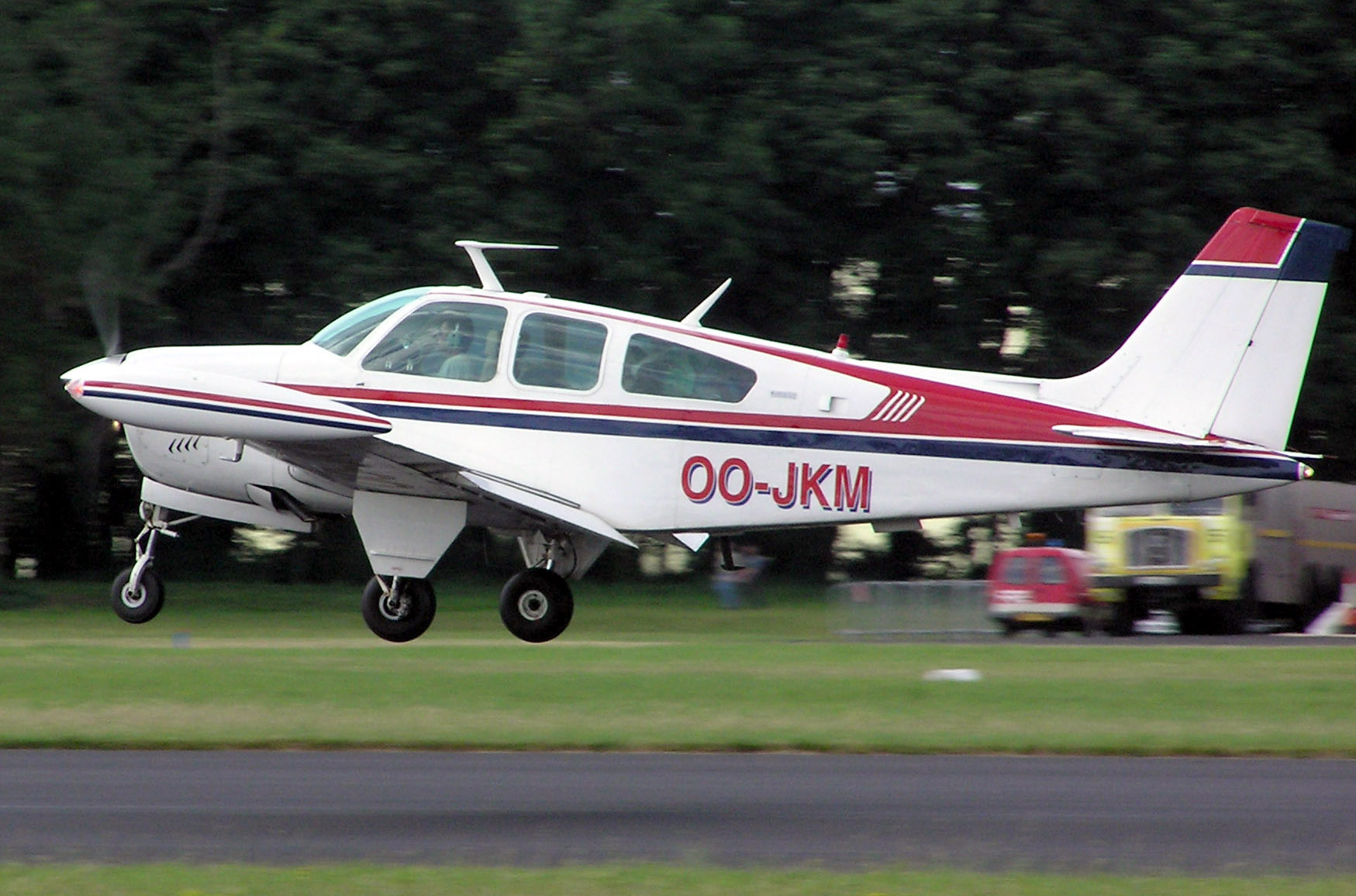
Beechcraft Bonanza

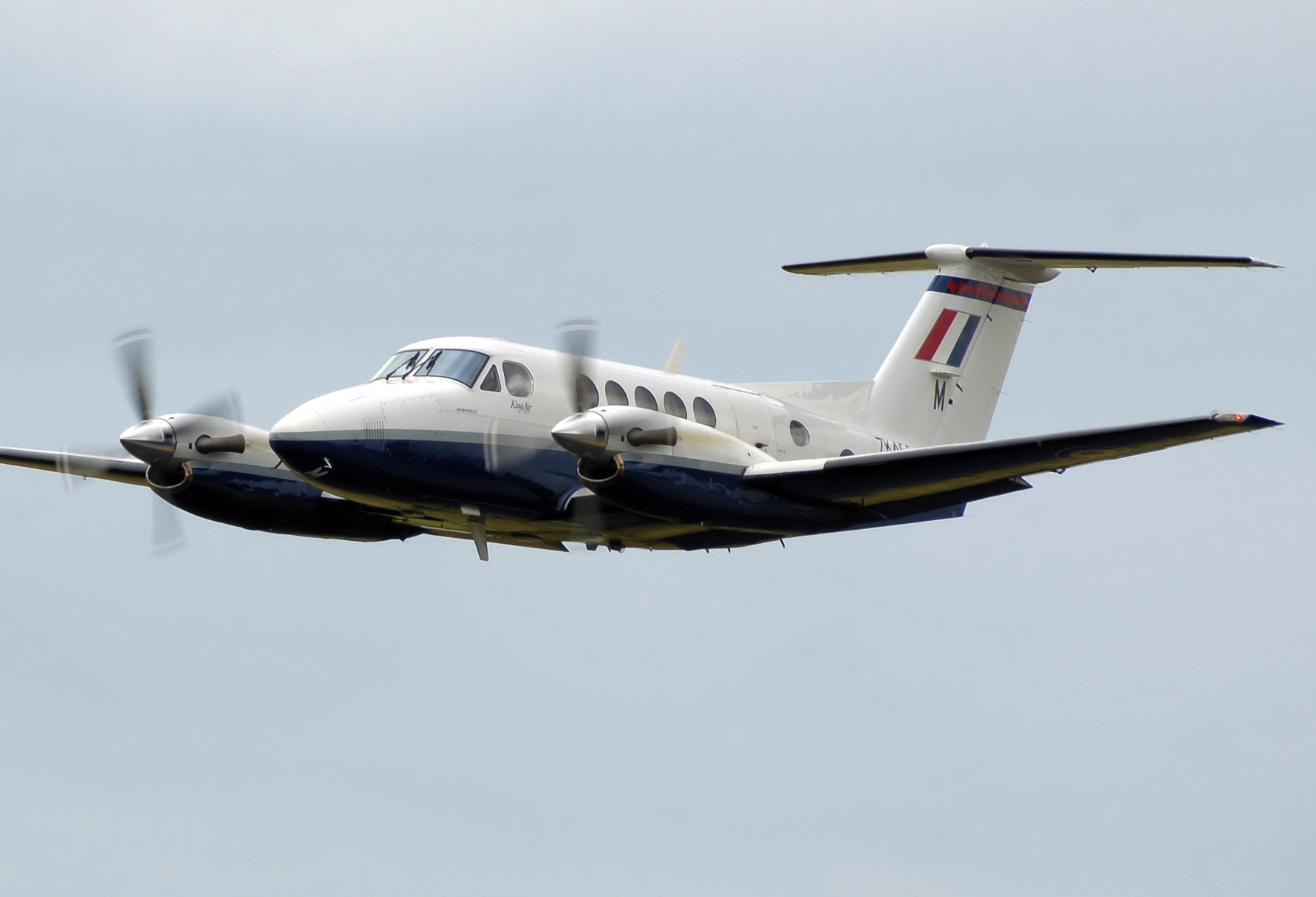
Beechcraft Super King Air

Beechcraft is een Amerikaanse vliegtuigbouwer die sinds 1980 deel uitmaakt van Raytheon, later Hawker Beechcraft en vanaf 2013 Textron Aviation. Het hoofdkantoor van Beechcraft is gevestigd in Wichita, Kansas. In dezelfde stad is ook het hoofdkantoor gevestigd van de oude rivaal Cessna, dat ook onder moedermaatschappij Textron valt

## Geschiedenis
In 1924 begon Walter Herschel Beech het bedrijf Travel Air, een kleine vliegtuigbouwer die in in 1929 opging in Curtiss-Wright. Beech werd na de overname het hoofd van de vliegtuigdivisie en vicepresident van de verkoopafdeling van Curtiss-Wright. Deze functie beviel hem echter niet, omdat hij te ver van de ontwikkeling en productie van vliegtuigen stond, en al snel nam hij ontslag. Samen met zijn echtgenote Olive Ann Mellor Beech richtte hij in 1932 Beechcraft op. De productie van de toestellen begon in een oude Cessnafabriek in Wichita. 
Walter Beech ontwierp samen met zijn ontwerper Ted Wells zijn eerste toestel onder de naam Beechcraft: de Beechcraft Staggerwing (model 17). Dat toestel voerde zijn eerste vlucht uit in november 1932. Er werden meer dan 750 van deze toestellen gebouwd waaronder 270 voor de United States Air Force die ze gebruikte tijdens de Tweede Wereldoorlog.
In 1942 kreeg Beechcraft voor het eerst een "E" Award, een prijs om bedrijven te belonen die tijdens de Tweede Wereldoorlog legermaterieel voor de United States Army produceerden. Beechcraft zou deze prijs de volgende vier jaar ook nog krijgen waarmee Beechcraft tot de vijf procent van materieelproducerende bedrijven behoort die deze prijs vijf jaar op rij gewonnen hebben. Beechcraft leverde aan de US Army vooral Beechcraft 18's.
Na de Tweede Wereldoorlog werd in 1947 de Beechcraft Bonanza geïntroduceerd, een revolutionair toestel met een kenmerkende V-staart. Dit toestel wordt nog steeds geproduceerd en is daarmee het vliegtuig dat het langste in productie is ter wereld.
Op 29 november 1950 overleed Walter Beech aan een hartaanval, waarna zijn weduwe Olive Ann Beech werd aangesteld als CEO van Beechcraft. Zij bleef CEO tot Beechcraft op 8 februari 1980 werd overgenomen door Raytheon. Ted Wells, de hoofdingenieur van Beechcraft, werd vervangen door Herbert Rawdon. In 1994 werd Beechcraft samengevoegd met Raytheon en ging het bedrijf verder als Raytheon Aircraft. Onder deze naam werden de toestellen verkocht tot begin 2002 toen de ex-Beechcraft modellen weer de naam Beechcraft terugkregen. In 2006 besloot Raytheon hun luchtvaarttak, waaronder eerder van British Aerospace overgenomen onderdelen, te verkopen. Sinds 2007 was Beechcraft onderdeel van Hawker Beechcraft. Na het faillissement van Hawker Beechcraft in 2013 valt Beechcraft onder moedermaatschappij Textron Aviation. 

## Modellen
- Beechcraft Staggerwing
- Beechcraft Model 18 (Twin Beech)
- Beechcraft Musketeer
- Beechcraft Duchess
- Beechcraft Baron
- Beechcraft Duke
- Beechcraft Bonanza
- Beechcraft Twin Bonanza
- Beechcraft Queen Air
- Beechcraft Skipper
- Beechcraft King Air
- Beechcraft BeechJet 400 (Hawker 400)
- Beechcraft Hawker 800
- Beechcraft Hawker Horizon (Hawker 4000)
- Beechcraft Starship
- Beechcraft Premier I
- Beechcraft Mentor
- Beechcraft 1900
- Beechcraft Denali (in ontwikkeling)